# Taoyuan
Taoyuan (chinês: 桃園市, pinyin: Táoyuán Shì), é uma municipalidade especial, equivalente a uma província (ver Subdivisões de Taiwan), localizada no noroeste da ilha Formosa e vizinha de Nova Taipé e dos condados de Hsinchu e Yilan. O distrito de Taoyuan é a sede do governo municipal e que, juntamente com o distrito de Zhongli, forma uma grande área metropolitana que é a sede de muitos parques industriais e de empresas de tecnologia. Taoyuan desenvolveu-se como uma cidade satélite da região metropolitana de Taipé, sendo atualmente a quarta maior área metropolitana e a quinta cidade mais populosa de Taiwan, ao abrigar uma população de cerca de 2 milhões de pessoas. A cidade tem experimentado o mais rápido crescimento demográfico entre todas as cidades do país.
O termo "Taoyuan" significa "jardim de pêssego", uma vez que a área tinha muitas árvores de pêssego. A cidade é o lar da tribo de aborígines pingpu, além de ser uma das regiões industriais mais importantes do país. O Aeroporto Internacional de Taiwan Taoyuan, que serve a capital taiwanesa e o resto do norte de Taiwan, está localizado nesta cidade.

A atual cidade de Taoyuan alcançou sua forma administrativa atual em 2014, quando o então Condado de Taoyuan foi elevado à categoria de municipalidade especial. Ao mesmo tempo, a cidade controlada pelo condado original da Taoyuan tornou-se o "Distrito de Taoyuan" dentro da nova entidade administrativa criada pelo governo.

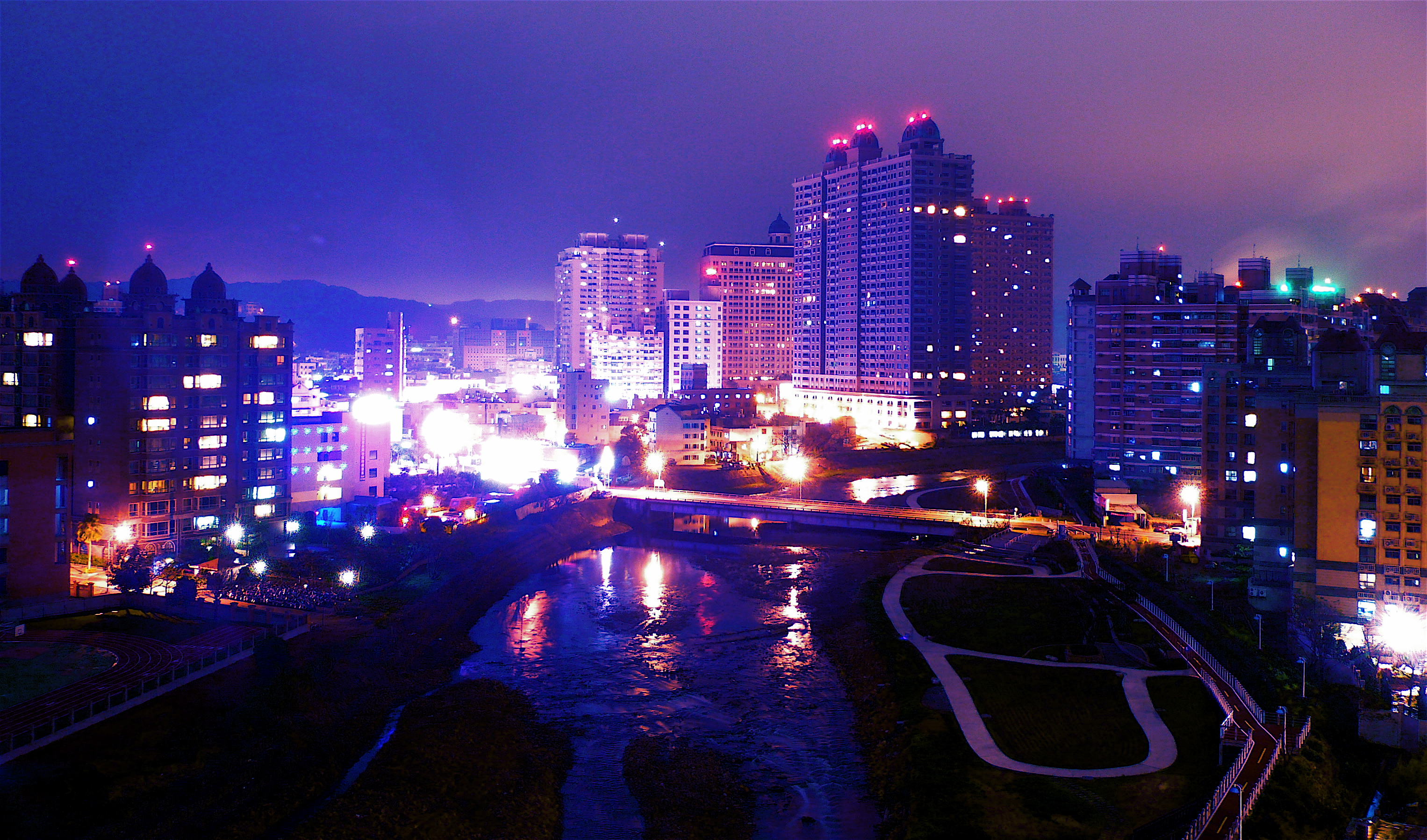
Vista da cidade à noite